# Герхард Тиле
Герхард Паул Юлиус Тиле (на немски: Gerhard Paul Julius Thiele е германски физик, 9-и астронавт на Германия, астронавт на ЕКА.

## Образование
Роден е на 2 септември 1953 г. в Хайденхайм ан дер Бренц, Баден-Вюртемберг, Германия. Завършва гимназия в Лудвигсбург през 1972 г. От 1972 до 1976 г. служи във Военноморските сили на Германия като офицер от бойните части на патрулен катер S-148. Уволнява се от армията и започва да следва физика в Лудвиг Максимилиан университет (бакалавър, 1978) и Хайделбергския университет (магистър, 1982). През 1985 г. получава докторска степен в Института по физика на околната среда в Хайделбергския университет.
През 1986–1987 г. следва в Принстънския университет.
Член е на Германското физическо дружество, Американския геофизичен съюз, член на подкомисията по усвояване на Луната и Марс на Международната академия по астронавтика, член на Немската общност по аеронавтика и астронавтика.

## Космическа подготовка
През август 1987 г. в Германия е извършен набор от астронавти за полет по програмата Spacelab D-2 с космическия кораб „Спейс шатъл“. Герхард Тиле е един от петте избрани кандидати. Между 1988 и 1990 г. преминава общокосмическа подготовка в Германския аерокосмически център (DLR). Подготовката, включвала полети със самолет Boeing KC-135 Stratotanker по параболична траектория за временна безтегловност. Тиле извършва на него повече 1300 полета. През октомври 1992 г. получава назначение в екипаж като специалист по полезни товари. През 1991–1992 г., по време на провеждане на избора на втория набор в отряда на астронавтите на ЕКА, е един от петте кандидати от Германия, но не е зачислен в него и остава астронавт на DLR.
По време на полета на мисия STS-55 е координатор по комуникациите с екипажа на совалката „Колумбия“, намиращ се в германския Център за управление на полетите в Оберпфафенхофен.
През юли 1996 г. е изпратен в Хюстън, където преминава подготовка в Космическия център „Линдън Джонсън“, заедно с група 16 на НАСА. През август 1998 г. получава квалификация специалист на полетите и е зачислен в отряда на астронавтите на ЕКА, със седалище в Кьолн.
През октомври 1998 г. получава назначение в екипажа на совалката „Индевър“ (мисия STS-99).

## Полет с „Индевър“
Единствения си космически полет Герхард Тиле извършва от 11 до 22 февруари 2000 г. с американската совалка „Индевър“, мисия STS-99 по програмата SRTM. Главната задача на този полет е изпълнение на радарно топографско заснемане на повърхността на Земята. Съставя се триизмерна цифрова карта на земната повърхност с висока разделителна способност (1 метър), каквато се прави за първи път. Снимките се правят в пояса между 60° с. ш. и 56° ю. ш. от земната повърхност. Специалистът на полета Тиле отговаря за работата на радара. Полетът е с продължителност 11 денонощия 5 часа 38 минути 50 секунди.

## След полета
След завършване на космическия полет Герхард Тиле е назначен в НАСА като оператор на връзката с екипажите (първи от европеец).
През 2001 г. става ръководител на космическите операции от Европейския астронавтски център. През август 2002 — април 2003 е изпълняващ длъжността ръководител на астронавтите.
През май 2003 г. е изпратен в ЦПК „Ю. Гагарин“ за преминаване на подготовка за международни експедиции на „МКС“ в като бординженер. Назначен е в дублиращия екипаж (в основния ЕКА е представена от холандеца Андре Кейперс). Докато Кейперс лети със Союз ТМА-4 (19—30 април 1997) Тиле е координатор на връзката с екипажите в Центъра за управление на полетите.
През август 2005 г. Герхард Тиле става ръководител на Европейския астронавтски корпус на мястото на Мишел Тонини, във връзка с което напуска отряда на астронавтите.
От 1 април 2010 г. Герхард Тиле е постоянен член на Европейския институт за космическа политика (European Space Policy Institute, ESPI) във Виена.

## Награди
- Кавалер на Орден „За заслуги пред Федерална Република Германия“ (федерален Кръст за заслуги) – 1-ви клас (1993)
- Медал „За космически полет“ (2000) на НАСА

## Семейство
Женен, има четири деца.